# Schwäbisch Gmünd
Schwäbisch Gmünd (pronunciación en alemán: /ˌʃvɛːbɪʃ ˈɡmʏnt/ⓘ) es una ciudad del estado federado alemán Baden-Württemberg, situada a unos 50 km de la capital Stuttgart. Es, tras Aalen, la segunda mayor ciudad en cuanto a número de habitantes del distrito de Ostalb. Fue ciudad imperial libre, hasta su anexión al Electorado de Wurtemberg en 1803.

## Zonas protegidas
En el término municipal de Schwäbisch Gmünd  se encuentran cuatro reservas naturales:
- Bargauer Horn (25,2 ha, Ausweisung 1939)
- Kaltes Feld mit Hornberg, Galgenberg und Eierberg (634,4 ha, Ausweisung 1939)
- Lindenfeld (75,0 ha, Ausweisung 1994)
- Scheuelberg (119 ha, Ausweisung 1998)

## Ciudades vecinas
Mutlangen, Durlangen, Täferrot, Iggingen, Böbingen an der Rems, Heubach, Bartholomä (alle wie Gmünd im Ostalbkreis), Lauterstein (Landkreis Göppingen), Waldstetten (Ostalbkreis), Donzdorf, Ottenbach, Göppingen, Wäschenbeuren (alle Landkreis Göppingen), Lorch (Ostalbkreis) sowie Alfdorf (Rems-Murr-Kreis).

## Ciudades hermanas
- Barnsley (Gran Bretaña, desde 1971)
- Antibes (Francia, desde 1976)
- Bethlehem (Estados Unidos, desde 1991)
- Székesfehérvár (Hungría, desde 1991)
- Faenza (Italia, desde 2001)